# Nioro du Rip
Nioro du Rip – miasto w Senegalu, w regionie Kaolack. Według danych szacunkowych na rok 2007 liczy 21 962 mieszkańców. Miasto położone jest na trasie transgambijskiej, około 30 km na północ od granicy z Gambią.